# Ingo Schmitt
Ingo Schmitt (n. 30 iulie 1957, Berlin, RDG) este un om politic german, membru al Parlamentului European în perioada 1999-2004 din partea Germaniei.